# 713 km (Kazachstan)
713 km (kaz. 713 км; ros. 713 км) – przystanek kolejowy w miejscowości Karaganda, w obwodzie karagandyjskim, w Kazachstanie. Położony jest na linii Astana – Szu, na trasie Nowego Jedwabnego Szlaku, w obrębie stacji Karagandy-Suryptau.